# Austenite

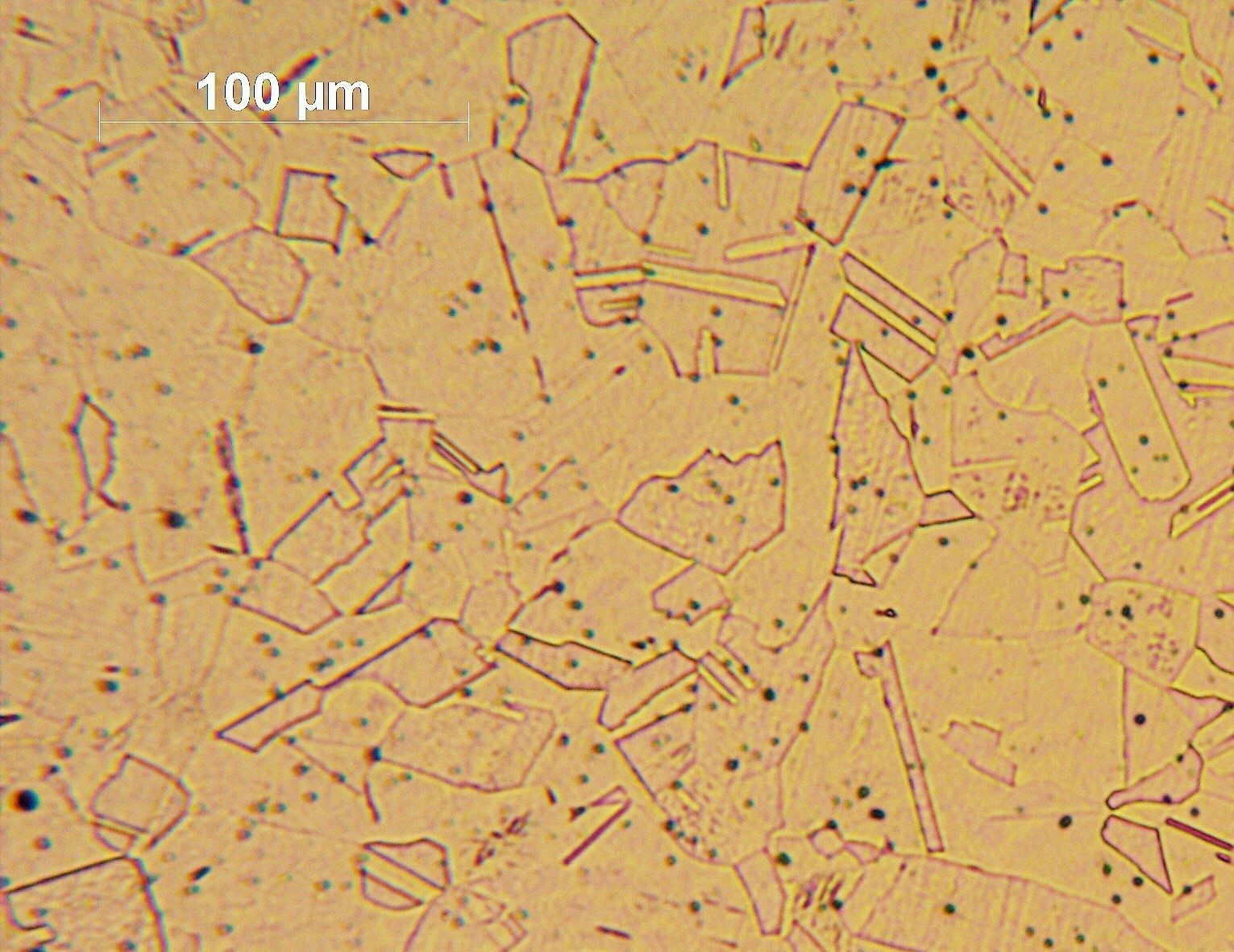
Foto della struttura austenitica di un acciaio AISI 304

L'austenite è una soluzione solida primaria di tipo interstiziale di carbonio nel ferro γ (il quale presenta un reticolo cubico a facce centrate o "CFC").
L'austenite è generalmente stabile soltanto alle temperature comprese tra 723 °C e 1495 °C (punto di fusione con un tenore di carbonio dello 0,19%), presenta caratteristiche anti-magnetiche e può contenere al massimo il 2,06% di carbonio alla temperatura di 1146 °C.
A seconda della modalità di raffreddamento, l'austenite si trasforma in perlite, bainite o martensite.
Questa trasformazione ha un'importanza chiave nella tempra dell'acciaio.
La presenza di altri metalli nella lega ferro-carbonio (detti "elementi gammageni") in soluzione solida, modifica la temperatura minima per ottenere l'austenite. Il molibdeno, il cromo e il silicio tendono a innalzare la temperatura minima, mentre il manganese e il nichel tendono ad abbassarla.
Nel caso di alcuni acciai inossidabili, detti acciai inossidabili austenitici, l'austenite è stabile anche a temperatura ambiente. Questi stessi acciai tendono a risultare anti-magnetici.

## Austenite residua

Struttura cristallina dell'austenite: il ferro (in grigio) è disposto secondo un reticolo cubico a facce centrate, mentre il carbonio (in azzurro) è presente come elemento interstiziale.

Si consideri dell'austenite con una concentrazione di elementi chimici tali da portare l'intervallo Ms - Mf a cavallo della temperatura ambiente; anche se essa, in un tipico processo industriale, è raffreddata con una velocità maggiore di vs, non tutta si trasforma in martensite, bensì una certa percentuale rimane come austenite residua (per esempio nell'acciaio rapido), a causa della scarsa diffusione del carbonio a temperatura ambiente.

In base a questo stesso principio e alla possibilità, sempre presente, di disuniformità di concentrazioni nella massa austenitica o di segregazioni intercristalline, austenite residua può essere localizzata anche in caso di Mf minore della temperatura ambiente.
Fattori che favoriscono la presenza di austenite residua sono l'aumento della temperatura di austenitizzazione e la diminuzione della velocità di tempra.

Un fattore che riduce la quantità di austenite residua è la temperatura di sottoraffreddamento minore della temperatura ambiente.
L'austenite residua deve essere eliminata (per esempio con il rinvenimento) per scongiurare che si decomponga quando il pezzo è in esercizio, processo che causerebbe una dannosa variazione di volume.